# Вільям Саліба
Вілья́м Салібá (фр. William Saliba, нар. 24 березня 2001, Бонді) — французький футболіст, центральний захисник клубу «Арсенал» і збірної Франції.

## Клубна кар'єра
Народився 24 березня 2001 року в місті Бонді в родині вихідців з Камеруну. Почав грати у футбол в шестирічному віку в клубі свого рідного міста, «Бонді». Його тренував батько Кіліана Мбаппе. У 2016 році Саліба став гравцем футбольної академії «Сент-Етьєна». 30 травня 2018 року Вільям підписав свій перший професіональний контракт з клубом.
25 вересня 2018 року він дебютував в основному складі «Сент-Етьєна» у матчі французької Ліги 1 проти «Тулузи». Станом на 4 грудня 2018 року відіграв за команду із Сент-Етьєна 16 матчів у національному чемпіонаті.
25 липня 2019 Саліба підписав контракт з лондонським «Арсеналом» до 2024 року. Вартість трансферу склала 30 мільйонів євро. Протягом першого сезону 2019/20 за бажанням самого Саліба він був відданий в оренду до рідного «Сент-Етьєна», щоб отримати можливість краще підготуватися до виступів в Англії.

## Виступи за збірні
2017 року дебютував у складі юнацької збірної Франції, взяв участь у 16 іграх на юнацькому рівні, відзначившись 4 забитими голами.
2019 року з командою до 20 років поїхав на молодіжний чемпіонат світу.

## Титули і досягнення
- Володар Кубка Англії (1):

«Арсенал»: 2019–20
- Володар Суперкубка Англії (2):

«Арсенал»: 2020, 2023
- Віцечемпіон світу (1):

Франція: 2022